# Adalbert Kottulinsky
Adalbert Kottulinsky (5. června 1847 Štýrský Hradec – 20. listopadu 1904 Neudau) byl rakouský šlechtic a politik německé národnosti, v 2. polovině 19. století poslanec Říšské rady ze Štýrska.

## Biografie
Působil jako statkář. Zajímal se o umění. Jeho manželkou byla od roku 1884 baronka Theodora Mayr von Meinhof.
Působil i jako poslanec Říšské rady (celostátního parlamentu Předlitavska), kam usedl doplňovacích volbách roku 1889 za kurii velkostatkářskou ve Štýrsku. Slib složil 6. prosince 1889. Ve volebním období 1885–1891 se uvádí jako hrabě Adalbert Kottulinsky, c. k. komoří a statkář, bytem Štýrský Hradec.
Na Říšské radě se připojil ke klubu Sjednocené německé levice, do kterého se spojilo několik ústavověrných proudů.
Od roku 1895 až do své smrti pak byl doživotním členem Panské sněmovny (nevolená horní komora Říšské rady).
Zemřel po krátké nemoci v listopadu 1904.